# Sarnico
Sarnico ist eine italienische Gemeinde (comune) mit 6848 Einwohnern (Stand 31. Dezember 2023) in der Provinz Bergamo, Region Lombardei.

## Geographie
Sarnico liegt am Südufer des Iseosees, wo der Fluss Oglio den See verlässt und grenzt an die Gemeinden Adrara San Martino, Iseo, Paratico, Predore, Viadanica und Villongo.

## Sehenswürdigkeiten

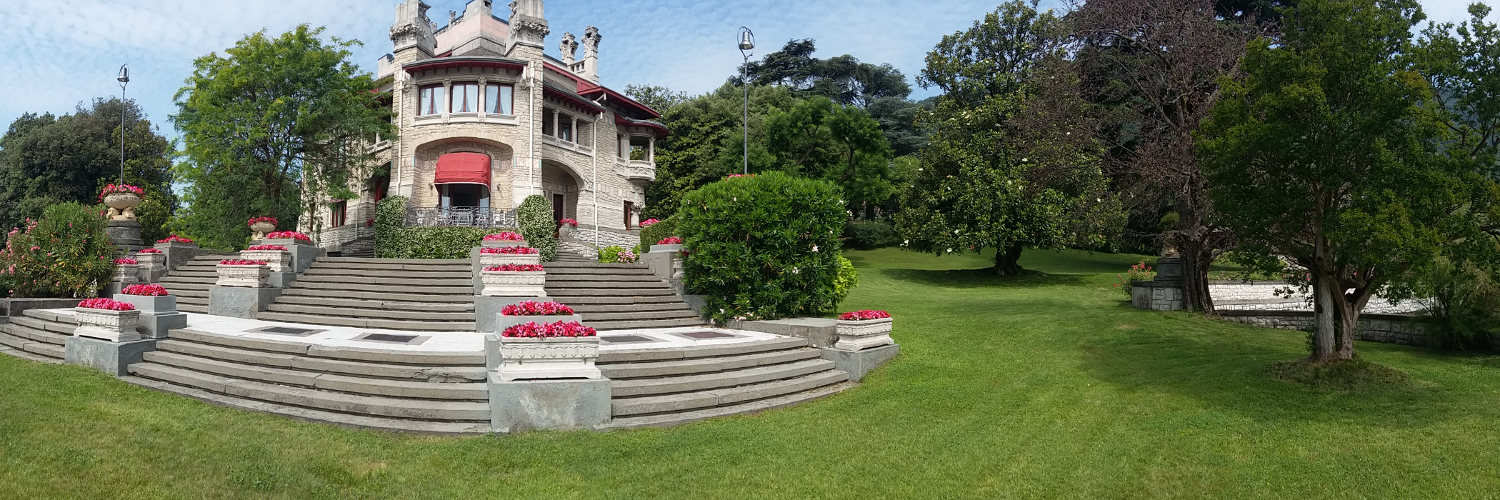
Villa Giuseppe Faccanoni

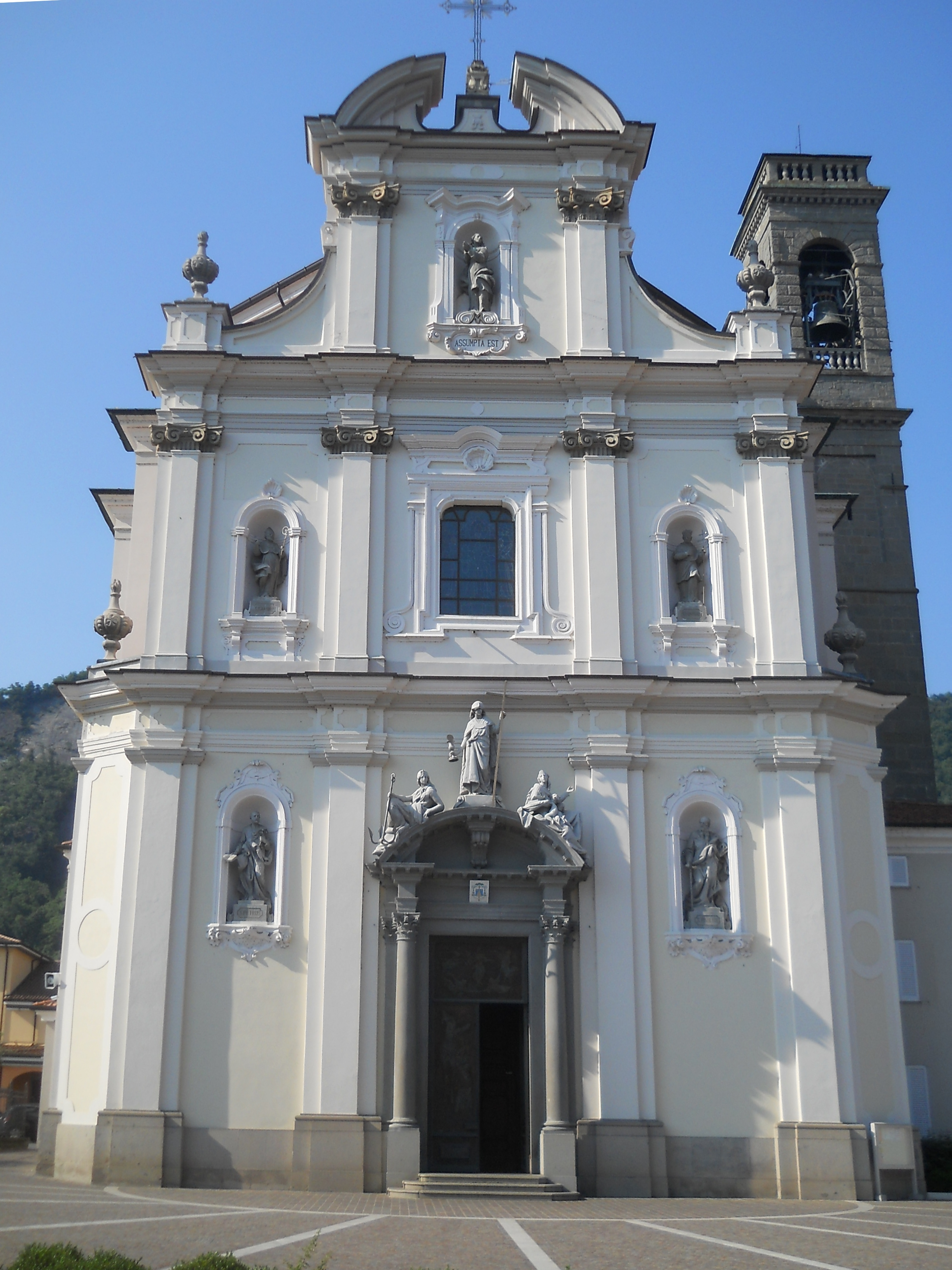
Kirche San Martino

Sarnico besitzt eine Reihe von Villen und Bauten, die im Liberty-Stil von dem Mailänder Architekten Giuseppe Sommaruga entworfen wurden. Auftraggeber der Bauten war die Unternehmerfamilie Faccanoni. Dazu zählen u. a. die Villa Luigi Faccanoni, die Villa Pietro Faccanoni, die Villa Giuseppe Faccanoni und das Mausoleum der Familie.
- Villa Giuseppe Faccanoni, erbaut 1907 im Liberty-Stil von Giuseppe Sommaruga. Die Villa mit einer repräsentativen Treppenanlage liegt innerhalb eines weitläufigen Parkgeländes direkt am See, ist Privatbesitz und kann nicht besichtigt werden.
- Mausoleo Faccanoni: Monumentales Mausoleum für die Familie Faccanoni innerhalb des Friedhofs von Sarnico, errichtet 1907 von Giuseppe Sommaruga. Sommaruga verwendete für den mit Treppenanlagen, aufwändigen Liberty-Gittern aus Eisen und Bronze, Putten und antikisierenden Ornamenten dekorierten Bau ausschließlich Material aus lokalen Steinbrüchen.
- Kirche San Martino: Die barocke Kirche geht auf einen mittelalterlichen Vorgängerbau zurück und wurde in den ersten Jahrzehnten des 16. Jahrhunderts umgebaut. 1727 wurde der Bau abgerissen und repräsentativ im Stil des römischen Barock neu errichtet, um der wachsenden Pfarrgemeinde Platz zu bieten. Leitender Architekt war der Tessiner Baumeister Luca Lucchini. Das untere Geschoss des Campanile aus grob behauenen Feldsteinen stammt noch aus dem Jahr 1592, 1869 wurde der Turm aufgestockt.
- Pestkapelle (Cappella dei Mortini): Die kleine Votivkapelle wurde 1633 in Erinnerung an die während der Pestepidemie von 1630 Verstorbenen, die hier bestattet wurden, errichtet. Das Kapellchen ist mit gut erhaltenen (restaurierten) Fresken ausgestattet. Dargestellt sind u. a. die beiden Pestheiligen Sebastian und Rochus. 1787 wurde die Kapella nach einem Pockenausbruch in der Gemeinde zwar renoviert, später aber wieder geschlossen und als Lagerraum benutzt. 1836, nach einem Ausbruch der Cholera in der Gemeinde, wurde sie erneut renoviert und wieder für sakrale Zwecke genutzt.[2]

## Gemeindepartnerschaft
Partnergemeinde von Sarnico ist Plan-de-Cuques in der französischen Region Provence-Alpes-Côte d’Azur.

## Persönlichkeiten
- Carlo Riva (1922–2017), Bootsbauer und -designer
- Maurizio Gervasoni (* 1953), Geistlicher und römisch-katholischer Bischof von Vigevano
- Alessio Boni (* 1966), Schauspieler
- Gianpaolo Bellini (* 1980), Fußballspieler
- Stefano Gattuso (* 1984), Autorennfahrer
- Alfredo Fiorillo, Filmproduzent und -regisseur
- Davide Plebani (* 1996), Radsportler